# 馬里諾·薩努杜
小馬里諾·薩努杜（Marino Sanuto the Younger，1466年5月22日—1536年）是一位威尼斯歷史學家和日記作家。他最重要的作品是《日記》，內容詳細描述威尼斯歷史。

## 生平
薩努杜年僅二十歲（法定年齡為二十五歲）就被選為威尼斯大議會議員，並於1498年成為參議員；他記錄下了集會中所說和所做的一切，並獲得了檢查國家秘密檔案的許可。
他擁有一座精美的圖書館，其中收藏有關威尼斯和外國的手稿和編年史特別豐富，包括著名的《阿爾蒂諾編年史》（Chronicon Altinate），這是一本有關威尼斯早期歷史的傳說集，為威尼斯史學奠定了基礎。波利齊亞諾將他所編輯的阿尔杜斯·马努提乌斯作品和奧維德詩歌的版本貢獻給他。 
當安德里亞·納瓦格羅（Andrea Navagero）被任命為官方歷史學家，他從馬可·安東尼奧·薩貝利科（Marco Antonio Sabellico）的觀點繼續講述共和國的歷史，這讓薩努托感到非常悲痛，而當納瓦格羅於1529年去世時，皮埃特羅·本博沒有繼承他的任務，這讓薩努托感到更加羞愧。
1531年，他的工作價值得到了元老院的認可，元老院授予他每年150金幣的退休金。馬里諾·薩努杜於1536 年去世。

## 外部連結
- 未定義語言维基文库中与本条目相关的原始文献：Marin Sanudo